# راي إدواردز (لاعب هوكي الجليد)
راي إدواردز هو لاعب هوكي الجليد كندي، ولد في 11 يونيو 1970 في Hanover, Ontario ‏ في كندا.

## وصلات خارجية
- راي إدواردز على موقع EliteProspects.com (الإنجليزية)
- راي إدواردز على موقع HockeyDB.com (الإنجليزية)